# Franz Hofer (malarz)

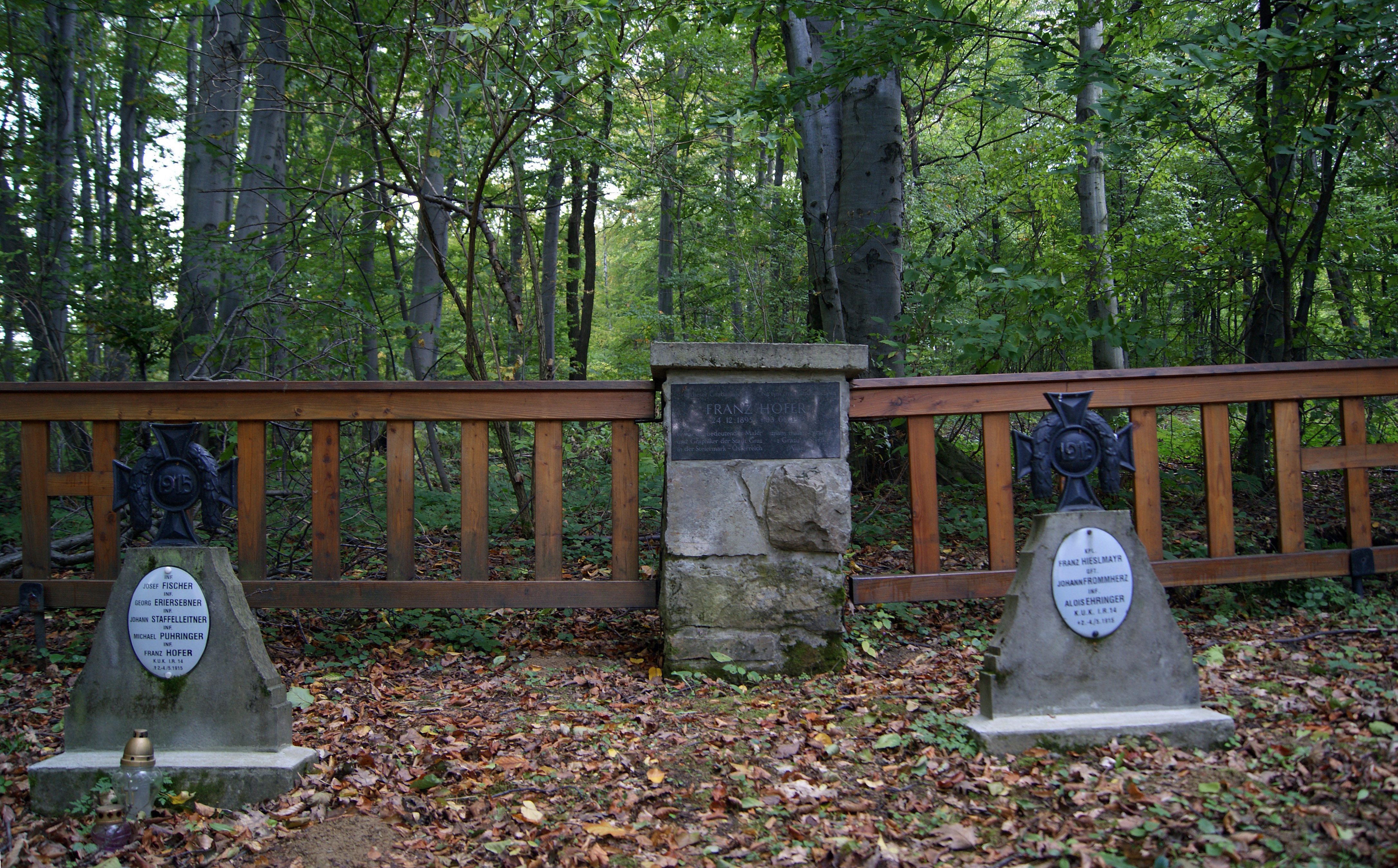
Tablica pamiątkowa i grób Franza Hofera

Franz Hofer (ur. 1885, zm. 1915) – austriacki grafik i malarz.

## Dzieciństwo
Urodził się w wielodzietnej rodzinie młynarza, w miejscowości Gosting koło Grazu. Jego ojciec zdradzał umiłowanie do sztuki i poezji. Dzieciństwo Franza upłynęło pod znakiem ciężkiej pracy w gospodarstwie ojca.

## Wykształcenie
W 1899 roku rozpoczął naukę litografii w pracowni litograficznej w Senfelder. Po ukończeniu szkoły podstawowej, w 1909 r. wstąpił do Akademii Sztuk Pięknych w Wiedniu, gdzie studiował malarstwo u Aloisa Deluga, a potem grafikę u prof. Ferdynanda Schmutzera. W roku 1914 uzyskał prestiżowe stypendium tzw. „Romepreis” (Nagroda Rzymu). Nie skorzystał jednak z niego, gdyż szukał inspiracji na wschodzie (w Rosji).

## Twórczość
Dzieła Franza Hofera zdradzały jego inspiracje, jakimi były holenderski barok, francuski i niemiecki realizm oraz impresjonizm. Jego prace wskazują na duża dozę spontaniczności i odwagi w kompozycji. Bardzo rzadko sięgał po pędzel, a znaczenie częściej wyrażał się poprzez małe formy graficzne i szkice.

## Wojna i śmierć
Wybuch I wojny światowej przerwał plany Franza Hofera. Został on wcielony do 14 Pułku Piechoty „Wielki Książę Hesji”. Został ranny w okolicy wzgórza 419 w Lubczy Szczepanowskiej koło Tarnowa. Przewieziony ostatecznie do szpitala w Wiedniu, postanowił powrócić na front. Zginął 3 maja 1915 roku w trakcie ofensywy gorlicko-tarnowskiej, zaledwie kilka kilometrów od miejsca, gdzie został ranny. Jego ciało zostało znalezione w strumyku, w obecnych granicach administracyjnych wsi Lichwin, gdzie został pochowany na cmentarzu wojennym nr 187.